# Bournand

Bournand este o comună în departamentul Vienne, Franța. În 2009 avea o populație de 681 de locuitori.